# Hypotia mavromoustakisi
Hypotia mavromoustakisi is een vlinder uit de familie snuitmotten (Pyralidae). De wetenschappelijke naam is voor het eerst geldig gepubliceerd in 1928 door Rebel.
De soort komt voor in Europa.